# Naruto Shippuden - Eredi della Volontà del Fuoco
Naruto Shippuden - Eredi della Volontà del Fuoco (劇場版 NARUTO 疾風伝 火の意志を継ぐ者?, Gekijōban Naruto Shippūden: Hi no ishi o tsugumono) è un film del 2009 diretto da Masahiko Murata. È il sesto lungometraggio anime basato sulla serie manga Naruto di Masashi Kishimoto, e il terzo legato alla serie TV Naruto Shippuden. Venne distribuito in Giappone dalla Toho il 1º agosto 2009. La canzone dei titoli di coda si intitola "Darekaga" ed è eseguita dalle Puffy AmiYumi. Dal 2015 viene distribuito col titolo Naruto Shippuden - Il film: Eredi della Volontà del Fuoco.

## Trama
Il Team Kakashi viene attaccato durante una ricognizione sul monte Shumisen, al confine tra il Paese della Terra e dell'Erba, da strani animali. Questo va ricondotto ad un potenziale focolaio di una quarta grande guerra ninja, quando vari ninja dotati di abilità innate iniziano a scomparire dai Villaggi della Nuvola, della Roccia, della Nebbia e della Sabbia. Anche se tutti gli indizi conducono sullo Shumisen, questo misterioso fenomeno non colpisce il Paese del Fuoco e questo segna l'inizio di un periodo di ostilità e di pericolo per l'Hokage e Konoha e, poiché si crede che il Villaggio della Foglia sia dietro all'accaduto, circolano voci che gli altri villaggi stiano preparando una ribellione contro Konoha. Con le truppe delle altre nazioni ammassate ai confini del Paese del Fuoco, Tsunade mobilita tutti i ninja per tentare di fermare i responsabili e provare l'innocenza di Konoha mentre, in caso di fallimento, il Paese del Fuoco sarà costretto a distruggere il villaggio al fine di preservare la pace nel mondo.
Ad alimentare il conflitto, però, entra in gioco il vero e principale colpevole, Hiruko, un ninja traditore di livello S proveniente dal Villaggio della Foglia, che scomparve decine di anni prima (apparendo come un ragazzino) dopo avere sviluppato la Tecnica della Chimera (una tecnica che gli permette di assorbire sia il chakra che le abilità innate di altri ninja). Hiruko lancia la sua dichiarazione di guerra proiettando la sua immagine nei cieli dei villaggi e, presentandosi come ninja della Foglia, annuncia che proverà a rubare l'abilità innata del Paese del Fuoco per diventare immortale ed invincibile e, quindi, avviare la quarta grande guerra ninja e conquistare il mondo.

Il sigillo di Hiruko

Nessuno dei ninja dei cinque Paesi è abbastanza forte per fronteggiare Hiruko a causa del fatto che ha assorbito quattro abilità innate: l'Arte della Tempesta, dell'Oscurità, del Metallo e della Velocità. Per diventare l'essere perfetto, il ninja traditore ambisce alla quinta ed ultima abilità che la Tecnica della Chimera gli consente di prelevare, ovvero lo Sharingan di Kakashi. Tsunade, col consenso di Kakashi, decide di sacrificare la vita del Jonin lasciando che esso si avvicini ad Hiruko per poi ucciderlo con la tecnica del Kamui che per il ninja copia ha effetti mortali che lo porterebbero ad un'inevitabile morte.
Tsunade applica a Kakashi un sigillo per condurlo da Hiruko Purtroppo Naruto, Sakura e Sai non sono d'accordo e cercano di sventare il piano suicida. Il Villaggio della Sabbia è a favore del piano, ma Naruto, cercando di sabotarlo, rischia di creare un incidente politico, motivo per cui Shikamaru, Choji, Ino, Neji, Rock Lee, Tenten, Shino, Hinata e Kiba cercano di fermarlo, ma vengono ostacolati dai servi di Hiruko. Tra i villaggi della Foglia e della Sabbia la tensione è al massimo e tutti sono contrari all'iniziativa di Naruto che va contro gli ordini, ma Jiraiya è l'unico che sembra avere fiducia nel suo allievo. Naruto, Sai e Sakura si imbattono in Gaara che cerca di fermarli per far sì che il piano di Tsunade vada a buon fine. Egli non vuole fare del male a Naruto ma, in quanto Kazekage, ha dei doveri e, dunque, affronta l'amico. Le due forze portanti si scontrano e Naruto, alla fine, lo sconfigge. Naruto ed i suoi amici proseguono, Shikamaru li insegue e, nel farlo, incontra Gaara. Il Kazekage confessa al ninja della Foglia che, combattendo contro Naruto, ha avvertito la purezza delle sue intenzioni e che, forse, bisogna dargli fiducia. Naruto, Sakura e Sai raggiungono il castello del nemico e Shikamaru cerca di fermare Naruto anche a costo di ucciderlo, convinto del fatto che il sacrificio di Kakashi sia necessario per salvare Konoha, ma Naruto afferma che, se Konoha si macchiasse del sacrificio di Kakashi, non sarebbe più meritevole d'onore e che non sarebbe più il villaggio che lui ama. Alla fine Shikamaru dà ragione a Naruto.
I ninja di Konoha incontrano faccia a faccia Hiruko, e il ninja racconta la sua storia, ovvero che è stato amico di Jiraya, Tsunade e Orochimaru. Purtroppo era invidioso della loro forza, mentre lui era fisicamente debole, motivo per cui sviluppò la Tecnica proibita della Chimera. Quando Hiruzen lo venne a sapere, mandò i suoi discepoli ad arrestare Hiruko, ma lui scappò e quando Obito regalò a Kakashi lo Sharingan, gli venne in mente l'idea di rubarglielo. Naruto prova a fermarlo, ma, con l'aiuto delle sue quattro abilità innate, Hiruko è un avversario pressoché invincibile. Il ninja traditore si appresta ad assorbire Kakashi, ma il piano di Tsunade inizia a dare i suoi frutti. Infatti Kakashi cerca di uccidere Hiruko con il Kamui, cosa che porterà pure alla sua morte, ma Naruto lo ferma in tempo salvandolo ma, purtroppo, salva pure Hiruko. Kakashi viene liberato dal sigillo di Tsunade e chiede a Naruto per quale motivo ha interferito con il piano dell'Hokage. Naruto allora gli mostra i campanelli che il maestro usò nell'esame per far diventare Naruto, Sasuke e Sakura dei Genin, riportando alla mente l'insegnamento che impartì loro quel giorno, cioè che seppur non portare a termine una missione è un gesto di disonore nel mondo dei ninja, abbandonare un compagno a morte certa è un gesto ancora più disonorevole che, in fondo, è lo stesso insegnamento che gli è stato impartito da Obito. Hiruko evoca i suoi servi che si sono fusi in una chimera. Sakura, Sai e Shikamaru l'affrontano e vengono soccorsi da Tenten, Neji, Kiba, Hinata, Ino, Choji, Rock Lee e Shino. Il gruppo di amici, unendo la loro forza, riesce a sconfiggere il mostro. Naruto e Kakashi affrontano insieme Hiruko. Quest'ultimo usando l'Arte dell'Oscurità assorbe il Rasengan ed il Mille Falchi imparando ad usarli. Il nemico si dimostra troppo forte ma, all'ultimo momento, Naruto usa il suo Rasenshuriken. Hiruko prova ad assorbirlo ma non ci riesce per via del fatto che la tecnica è troppo complessa. Shikamaru intuisce che il punto debole del ninja traditore sta nel suo petto, unica parte priva di abilità e lo dice a Naruto che mette a segno il colpo e sconfigge il nemico.
Kakashi si avvicina ad un Hiruko ormai prossimo alla morte, il quale gli chiede dove abbia sbagliato e lui gli risponde che il suo errore è stato nel fare troppo affidamento su sé stesso quando, invece, avrebbe fatto meglio a contare di più sugli amici che aveva. Kakashi rimprovera sé stesso ammettendo che, con il suo piano suicida, non si è dimostrato migliore di Hiruko. Hiruko muore tra le braccia di Kakashi, rivelando la sua vera età e il ninja di Konoha guarda Naruto non potendo fare a meno di notare la somiglianza fra lui ed Obito, riconoscendo che ormai il suo allievo è riuscito a superarlo.

## Personaggi esclusivi del film
- Hiruko (卑留呼?) è il principale antagonista del film. È un ninja traditore del Villaggio della Foglia, capo del team formato da Ichi, Ni, e San. Hiruko vuole far precipitare il mondo in una quarta grande guerra ninja, per poi domarla e conquistare i paesi. Hiruko ha sviluppato la Tecnica della Chimera, con la quale è in grado di assorbire tecniche e abilità innate altrui. Viene sconfitto dai ninja della foglia dopo un'ardua battaglia sul Monte Shumisen, in cui Hiruko tenta di utilizzare la Tecnica della Chimera per assorbire lo Sharingan di Kakashi. Nella mitologia shintoista, Hiruko è il figlio deforme di Izanami e Izanagi, da cui venne abbandonato, che alcuni mitografi descrivono simile ad una sanguisuga. Ciò potrebbe avere collegamento con la Tecnica della Chimera, in quanto l'utilizzo permette sì di assorbire le abilità altrui (così come farebbe una sanguisuga), ma modifica il corpo, rendendolo piuttosto deforme ed emaciato (come l'aspetto di Hiruko senza bende). Le capacità ninja di Hiruko sono numerose, ma in prevalenza condizionate dalle abilità innate assorbite, che gli forniscono un'immunità quasi totale alla maggior parte delle tecniche conosciute; l'Arte della Velocità lo rende immune alle arti marziali, così come l'Arte del Metallo, con la quale può rendersi indistruttibile, l'Arte dell'Oscurità, con cui riesce a risucchiare e rilasciare a proprio piacimento il chakra, lo rende immune alle arti magiche, e può utilizzare l'Arte della Tempesta, probabilmente una variante di quella utilizzata da Darui. Tutto ciò è stato possibile grazie alla Tecnica della Chimera, che gli permette di unirsi con ogni tipo di creature e assorbirne le facoltà. Inoltre controlla a piacimento le bende sul suo corpo tramite il chakra e le rende molto veloci e potenti.
- Ichi (壱?) è un uomo alto e magro che è praticamente un'immagine speculare di San, con l'eccezione che ha solo un marchio sulla sua fronte. Durante il salvataggio di Kakashi, affronta il Team Gai, venendo sconfitto da un attacco combinato di Rock Lee e Neji. In seguito, verrà tramutato, insieme ai suoi compagni, con la Tecnica della Chimera in una potente chimera gigante. Questa verrà poi sconfitta dagli undici della Foglia con dei colpi combinati. Ichi possiede una discreta abilità nei Taijutsu, tanto da riuscire a resistere al Team Gai al completo. In battaglia utilizza numerosi serpenti per formare reti per catturare e attaccare più nemici, e utilizza un grosso serpente fuso con il suo braccio per attaccare o sparare serpenti raggomitolati come dei proiettili. Secondo Neji, Ichi ha una quantità di chakra molto alta.
- Ni (弐?) ha due strisce viola sulla guancia sinistra, un body molto scollato e lunghi capelli castani arricciati in una spirale molto intricata. Durante il salvataggio di Kakashi, affronta il Team 8, ma viene sconfitta da Shino con i suoi insetti. In seguito viene tramutata, insieme ai suoi compagni, con la Tecnica della Chimera in una potente chimera gigante. Viene sconfitta dagli undici della Foglia con dei colpi combinati. Ni può evocare delle creature simili a lupi che sono state modificate con appendici simili a tentacoli che fuoriescono dalla schiena. Lei inoltre può evocare una sorta di gigantesca tartaruga-leone, con la quale può anche fondersi utilizzando la Tecnica della Chimera. La nuova creatura può sputare fuoco, ma è lenta a causa della sua grande dimensione, rimanendo vulnerabile a rapidi attacchi avversari. Ni brandisce una frusta che utilizza a distanza ravvicinata.
- San (参?) assomiglia quasi alla perfezione a Ichi, solo che ha tre segni sulla fronte. Durante il salvataggio di Kakashi, affronta il Team 10, ma viene sconfitto. In seguito si unisce ai suoi compagni caduti con la Tecnica della Chimera e si trasforma in una potente chimera gigante che verrà poi evocata da Hiruko durante lo scontro finale. Questa verrà sconfitta dagli undici della Foglia con dei colpi combinati. San può evocare una creatura simile ad un uccello ma con molte modifiche, che può sparare piume che esplodono con precisione e che può compiere brevi e veloci scatti. San può inoltre evocare Ichi e Ni (come fa Pain con Konan) per fondersi con loro attraverso la Tecnica della Chimera. La chimera che si forma da questa unione è una combinazione di tutti gli animali creati dal trio e quindi possiede tutte le loro capacità.

## Distribuzione

### Data di uscita
Le date di uscita internazionali sono state:
- 1º agosto 2009 in Giappone
- 22 ottobre in Corea del Sud
- 30 gennaio 2010 a Taiwan (火影忍者疾風傳劇場版：火意志的繼承者)
- 15 aprile a Hong Kong
- 20 luglio 2015 in Italia

### Edizione italiana
Il film fu trasmesso su Italia 1 dal 27 giugno al 4 luglio 2013 diviso in cinque episodi intitolati rispettivamente Abilità innate, Il sacrificio di Kakashi, Ostinazione, Eredi della Volontà del Fuoco e Hiruko. Il doppiaggio italiano fu eseguito dalla Logos e diretto da Pino Pirovano su dialoghi di Anna Grisoni. Questi ultimi furono edulcorati rispetto a quelli originali, modificando in particolare quelli nella scena finale in modo da rendere più vaghe le allusioni che i personaggi fanno a una supposta omosessualità di Kakashi. Fu successivamente distribuito nei cinema per un solo giorno il 20 luglio 2015 dalla Key Films.

### Edizioni home video
Il film fu distribuito in DVD-Video in Giappone il 21 aprile 2010 anche in edizione limitata, mentre in Italia fu pubblicato in DVD e Blu-ray Disc dalla CG Entertainment il 16 febbraio 2016.

## Accoglienza

### Incassi
Il film incassò 1,02 miliardi di yen nei cinema giapponesi e un totale di 8 084 148 dollari nei cinema asiatici, mentre in Italia incassò 14 378 euro (calcolando anche l'incasso del film precedente, proiettato nello stesso giorno).

## Altri media
Il 3 agosto 2009 la Shūeisha pubblicò in Giappone, nella collana Jump J Books, la novellizzazione del film, scritta da Masatoshi Kusakabe.